# Curt von Querfurth
Curt Oswalt Edler von Querfurth, Pseudonym: Curt Oswalt (* 23. Juli 1826 in Schönheiderhammer; † 9. Juni 1886 in Oschatz), war ein deutscher Jurist, Heraldiker und Schriftsteller.

## Leben und Wirken
Er war der Enkel des Annaberger Bürgermeisters Johann Heinrich Conrad Querfurth (1747–1817) und Sohn des Unternehmers und Mitgliedes der Zweiten Kammer der Ständeversammlung des Königreichs Sachsen Karl Edler von Querfurth (1779–1845). Sein Geburtsort war das bei Schönheide im Erzgebirge gelegene Eisenhüttenwerk Schönheiderhammer. Curt und seine drei Brüder und drei Schwestern wurden zeitweise auf dem Schönheiderhammer von dem späteren Pfarrer und Landtagsabgeordneten Moritz Heinrich Rosenhauer als Hauslehrer unterrichtet. Er studierte Rechtswissenschaft und promovierte zum Dr. jur. Als Advokat und Notar wirkte er in der mittelsächsischen Stadt Oschatz, wo er 1886 starb.

## Werke (Auswahl)
- Aus voller Seele. Adler & Dietze, Dresden 1856. (Link zum Digitalisat Er widmete sein Werk seiner Mutter, Eleonore Henriette verwitwete von Querfurth)
- Harald Sängerkönig. Das ist das Lied von der Liebe Macht. F. A. Brockhaus, Leipzig 1857.
- Zuruf an die Besten unserer Zeit. 1860.
- Kritisches Wörterbuch der heraldischen Terminologie. C. H. Beck, Nördlingen. 1872.
- Zur heraldischen National-Charakteristik. In: Zeitschrift Adler. 1873.